# مسجد شیخ عماد
مسجد شیخ عماد از اماکن تاریخی شهر اهر می‌باشد. بنای اولیه مسجد در سال ۱۲۷۷ ه.ق. ساخته شده و در دوره‌های بعدی تغییر و گسترش یافته‌است.

## ساختمان بنا
این بنا بنایی با شبستان ستوندار به ابعاد ۱۷٫۵ و عرض ۹٫۹ است که سقف آن بر روی ۱۵ ستون چوبی با سرستونهای کنده کاری شده قرار دارد . 

## وجه تسمیه
وجه تسمیه مسجد وجود مزار شیخ عمادالدین اهری در آنجاست.